# ماريو لاريناس
ماريو لاريناس (بالإسبانية: Mario Larenas)‏ (27 يوليو 1993 بسانتياغو في تشيلي - ) هو لاعب كرة قدم تشيلي في مركز الدفاع. شارك مع منتخب تشيلي تحت 20 سنة لكرة القدم. أما مع النوادي، فقد لعب مع يونيون إسبانيولا.

## وصلات خارجية
- ماريو لاريناس على موقع الاتحاد الدولي (مؤرشف)  (الإنجليزية)
- ماريو لاريناس على موقع قاعدة بيانات كرة القدم.إي يو (الإنجليزية)
- ماريو لاريناس على موقع Soccerway.com (الإنجليزية)
- ماريو لاريناس على موقع AS.com (الإسبانية)